# Mercedes-Benz O303
Mercedes-Benz O303 — серия междугородных и пригородных автобусов Mercedes-Benz, а также автобусное шасси, на котором строили свои автобусы другие производители. Серия имеет многочисленные модели и выпускалась с 1974 по 1992 год. Всего было изготовлено 25778 комплектных автобусов и 12307 автобусных шасси. Туристические модели O303 (O303-15RHD «Витязь» и O303-15RHS «Лидер») с 1995 по 2002 годы по лицензии выпускал также Голицынский автобусный завод из России. Через несколько лет производство таких автобусов в Голицыно было свёрнуто из-за высокой цены (стоимость одного автобуса 300000 долларов).

## Технические характеристики
| Технические характеристики Mercedes O 303 |                               |
| Назначение                                | Туристический / Междугородный |
| Габаритные размеры, мм                    | 12000x2500x3421               |
| Колёсная база, мм                         | 6330                          |
| Дорожный просвет под днищем кузова, мм    | 280                           |
| Число мест для сидения                    | 49-53                         |
| Число дверей для пассажиров               | 2                             |
| Размер колёс                              | 8,25 x 22,5                   |
| Радиус поворота, м                        | 11,35                         |
| Снаряжённая масса, кг                     | 12000-13000                   |
| Полная масса, кг                          | 17600                         |
| Двигатель                                 | Mercedes OM 442,V8 Д          |
| Рабочий объём двигателя, л                | 14,68                         |
| Мощность двигателя, л.с./ об.мин          | 290 / 2200                    |
| Крутящий момент, Н.м / об.мин             | 1112 / 1000—1600              |
| Коробка передач                           | 6-ст MB GO 4 / 130-6 / 7.19   |
| Максимальная скорость, км/ч               | 147                           |
| Расход топлива при 90 км/ч на 100 км, л.  | 20 (без кондиционера)         |